# White River (Yukon)
Il White River è un fiume del Nordamerica che nasce in Alaska (Stati Uniti d'America) da un ghiacciaio posto nel Parco nazionale di Wrangell-St. Elias e sfocia nel fiume Yukon nel territorio federale canadese omonimo, dopo un percorso di 265 km.
Esso trasporta una gran quantità di sedimenti in sospensione, qualcosa come 19 milioni di tonnellate l'anno nella parte alta del suo bacino. Ciò altera notevolmente la trasparenza delle acque del fiume Yukon dalla confluenza del suo affluente fino alla foce.
Fra gli affluenti, va menzionato il fiume Donjek.